# Падре-Лас-Касас
Падре-Лас-Касас (ісп. Padre Las Casas) — місто в Чилі. Адміністративний центр однойменної комуни. Населення — 33 697 осіб (2002). Місто і комуна входить до складу провінції Каутин і регіону Арауканія.
Територія комуни — 400,7 км². Чисельність населення — 68 138 осіб (2007). Щільність населення — 170,05 чол./км².

## Розташування
Місто розташоване за 5 км на південний захід від адміністративного центру області міста Темуко.
Комуна межує:
- на півночі — з комуною Темуко
- на сході — з комуною Вількун
- на півдні — з комуною Фрейре
- на заході — з комуною Нуева-Імперіаль

## Демографія
Згідно з даними, зібраними в ході перепису Національним інститутом статистики, населення комуни становить 68 138 осіб, з яких 34 199 чоловіків і 33 939 жінок.
Населення комуни становить 7,27 % від загальної чисельності населення регіону Арауканія. 46,45 % належить до сільського населення і 53,55 % — міське населення.